# Радзивилл, Николай (1546)
Князь Николай Радзивилл (ок. 1546 — 18 декабря 1589) — государственный и военный деятель Великого княжества Литовского, ловчий великий литовский (1574—1580), воевода новогрудский (1579—1589), староста мозырский и мерецкий.

## Биография
Представитель литовского магнатского рода Радзивиллов герба «Трубы». Старший сын воеводы трокского и гетмана великого литовского Николая Радзивилла Рыжего (1512—1584) и Катарины Томицкой (ум. 1551). Младший брат — гетман великий литовский Криштоф Николай Радзивилл Перун (1547—1603).
Получил домашнее образование и исповедовал кальвинизм. Во главе собственных надворных отрядов участвовал в Ливонской войне (1558—1582) с Русским государством. В 1564 году вместе со своим отцом участвовал в разгроме русской армии в битве под Чашниками. В 1574 году получил должность ловчего великого литовского. В 1578 году принимал участие в битве с русскими под Венденом. В 1579 году участвовал в осаде и взятии Полоцка польско-литовской армией под командованием Стефана Батория. В том же 1579 году Николай Радзивилл был назначен воеводой новогрудским. В 1580 году участвовал в осаде Стефаном Баторием Великих Лук, в 1581—1582 годах — в осаде Пскова.
Ему принадлежали имения в Литве (Вижуны, Дубинки и др.), Белица, Докудово, Липична и Жирмуны в Лидском повете, Мядель в Ошмянском повете, Остров в Новогрудском повете, Индура в Городенском повете, также владел староствами мозырским (с 1576 года) и мерецким.

## Семья
Николай Радзивилл был дважды женат. В 1574 году первым браком женился на княжне Александре Вишневецкой (ум. до 1582), дочери старосты житомирского, князя Константина Ивановича Вишневецкого (ум. 1574) и Анны Эльжбеты Сверщ (ум. 1582). Первый брак был бездетным.
Вторично женился на Софии Яновне Глебович, дочери канцлера великого литовского Яна Юрьевича Глебовича (ок. 1480—1549) и Софии Петкович, от брака с которой имел сына и двух дочерей:
- Ежи Радзивилл (1578—1613), каштелян трокский;
- Катарина Радзивилл, 1-й муж каштелян жемайтский Николай Нарушевич, 2-й муж староста ушпольский Пётр Горайский;
- София Радзивилл (ум. до 1604), 1-й муж с 1594 года староста жемайтский Юрий Ходкевич (ок. 1570—1595), 2-й муж с 1597 года маршалок великий литовский Кшиштоф Николай Дорогостайский (1562—1615).